# سیاست مالی
سیاست مالی عبارت است از سیاست دولت دربارهٔ سطح خریدهای دولت، سطح پرداخت‌های انتقالی و ساختار مالیاتی. در اقتصاد و علوم سیاسی؛ سیاست مالی از دو ابزار درآمد دولت (مالیات) و مخارج دولت (هزینه) برای تأثیرگذاری در اقتصاد استفاده می‌کند. تغییرات در سطح و ترکیب مالیات و مخارج دولت می‌تواند متغیرهای زیر را در اقتصاد تحت تأثیر قرار دهد:
- تقاضای کل و سطح فعالیت‌های اقتصادی
- الگوی تخصیص منابع
- توزیع درآمد

سیاست مالی اشاره به استفاده از بودجه دولت برای تأثیرگذاری در فعالیت‌های اقتصادی دارد.

## مواضع سیاست مالی
سه موضع اصلی از مواضع سیاست‌های مالی عبارتند از:
- سیاست مالی خنثی؛ معمولاً زمانی انجام می‌شود که اقتصاد در حالت تعادل است. مخارج دولت به‌طور کامل توسط درآمدهای مالیاتی تأمین می‌شده و به‌طور کلی نتیجه بودجه اثر خنثی در سطح فعالیت‌های اقتصادی دارد
- سیاست مالی انبساطی شامل مازاد هزینه‌های دولتی نسبت به درآمد مالیاتی است و معمولاً در دوران رکود انجام شده‌است.
- سیاست مالی انقباضی وقتی مخارج دولت کمتر از درآمد مالیاتی باشد رخ می‌دهد و معمولاً متعهد به پرداخت بدهی‌های دولت است.

با این حال این تعاریف می‌توانند گمراه‌کننده باشند زیرا حتی بدون هیچ تغییری در مخارج یا قوانین مالیاتی در نوسانات تناوبی علت نوسانات چرخهای اقتصادی درآمدهای مالیاتی و برخی از انواع مخارج دولت تغییر وضعیت کسری بودجه در نظر گرفته نمی‌شود بلکه آنچه مد نظر است تغییر در سیاست‌ها است.
بنابراین برای رسیدن به تعاریف مطرح شده ؛"مخارج دولت" و "درآمد مالیاتی" معمولاً بوسیلهٔ دو عبارت " هزینه‌های تعدیلی دوره‌ای دولت " و " مالیات بر درآمد تعدیلی دوره ای " جایگزین می‌شوند. برای مثال و بیان مطلب فوق یک بودجه که در طول یک دوره از چرخه کسب و کار تراز و میزان شده را در نظر بگیرید که یک موضع سیاست مالی خنثی را نشان می‌دهد.

### روش‌های بودجه
حکومت‌ها در طیف گسترده‌ای از موارد مختلف پول خرج می‌کنند از ارتش و پلیس گرفته تا خدماتی نظیر آموزش پرورش و امور بهداشتی. پرداختها مانند و به عنوان مزایای رفاهی است. این هزینه‌ها را می‌توان در تعدادی از روش‌های مختلف تأمین کرد نظیر:
- مالیات
- حق‌الضرب یا بهره‌مندی از چاپ پول
- قرض گرفتن پول از مردم یا از خارج از کشور
- مصرف ذخایر ملی
- فروش دارایی‌های ثابت (به عنوان مثال زمین)

### قرض گرفتن
یک نوع کسری مالی است که اغلب بوسیلهٔ انتشار اسناد نظیر اوراق قرضه و سهام قرضه ممتاز تأمین سرمایه می‌شود. این علاقه به پرداخت یا برای یک دورهٔ ثابت است یا برای دوره‌ای نامحدود. اگر علاقه و نیاز به سرمایه خیلی زیاد باشد ممکن است یک ملت از عهده پرداخت قرض‌ها به طلبکاران خارجی برنیاید. بدهی عمومی یا قرض گرفتن این واژه به استقراض دولت از مردم اشاره دارد.

### مصرف قبل از مازاد
یک نوع مازاد مالی است که غالباً برای استفاده در آینده ذخیره می‌شود؛ ممکن است در ارز محلی یا هر ابزار مالی که ممکن است در آینده معامله شوند یعنی هنگامیکه منابع مورد نیازند سرمایه‌گذاری شود. ضمناً بدهی اضافی نیاز نیست. برای همین یک میل نهایی ایجاد می‌شود که احتیاج سخت به ذخیره دارد.

## اثرات اقتصادی سیاست مالی
دولت‌ها سیاست مالی را برای تأثیرگذاری در سطح تقاضای عمومی در اقتصاد استفاده می‌کنند. دولت‌ها در تلاشند که اهداف اقتصادی نظیر ثبات قیمت‌ها اشتغال کامل و رشد اقتصادی را بدست آورند. اقتصاد دانان کینزی معتقدند که افزایش در مخارج دولت و کاهش در نرخ‌های مالیاتی بهترین راه برای تحریک تقاضای عمومی است و کاهش مخارج دولت و افزایش مالیات پس از رونق اقتصادی آغاز می‌شود. کینزی‌ها استدلال می‌کنند که این روش در زمان رکود یا فعالیت‌های اقتصادی پایین به عنوان یک ابزار اساسی برای ساختن چارچوب رشد اقتصادی قوی و کار به سمت اشتغال کامل استفاده می‌شده. در این تئوری کسریبودجه توسط یک اقتصاد گسترده در رونق پرداخت می‌شود؛ این استدلال بیانگر یک معامله جدید بود.
دولت‌ها مازاد بودجه را به دو چیز اختصاص می‌دهند: به کاهش سرعت رشد اقتصاد قوی و به تثبیت قیمت‌ها وقتی که تورم بالاست. تئوری کینزی‌ها فرض می‌کند که در نتیجهٔ تثبیت قیمت‌ها حذف مخارج از اقتصاد سطح تقاضای عمومی و قراردادهای اقتصادی را کاهش خواهد داد. تئوری اقتصاد اتریشی که رقیب اصلی نظریهٔ کینزی است بر این باور است کسری بودجه دولت نشانگر رشد اقتصادی نیست اما بدهی یا کسری سبب وزن پایین تولید اقتصادی می‌گردد. تئوری اتریشی نشان می‌دهد که کسری بودجه دولت اثر منفی بر رشد دارد و یک ترکیب از کاهش مخارج و کاهش مالیات پیشنهاد می‌دهد. همچنین استدلال می‌کند که هزینه و مخارج دولت در بخش عمومی ایجاد تولید بیشتر نمی‌کند اما سرمایه‌گذاری در بخش خصوصی می‌تواند تولید بیشتر را سبب شود. اقتصاد اتریشی برای بیان موضوع از مثال جالبی استفاده می‌کند که استخدام یک گروه برای سوراخ کردن یک چیز و استخدام گروه دیگر به پر کردن همان سوراخ افزایش در تولید یا توسعه را منجر نمی‌شود. نظریه اتریشی نظریه کینزی را به مانند یک مدل رونق نیمه جان می‌داند که نمی‌تواند رشد اقتصادی پایداری را ایجاد کند اما فقط به صورت یک حباب کوتاه مدت تبدیلی در اقتصاد است.
اقتصاد دانان غالباً در مورد اثر محرک‌های مالی بحث‌های بسیاری داشته‌اند این بحث‌ها عمدتاً بر تراکم از مرکز تأکید دارد پدیده‌ای که در آن استقراض دولت نرخ‌های بالای بهره را منجر می‌شود که تأثیر تحریک هزینه‌ها و مخارج را جبران و متعادل‌سازی می‌کند. وقتی که حکومت‌ها کسری بودجه دارند لازم است که این کسری بودجه از راه‌هایی نظیر استقراض عمومی (صدور اوراق قرضه دولتی) وام گرفتن از خارج یا بدهی پولی تأمین شود. وقتی که حکومت‌ها یک کسری بودجه را از طریق صدور اوراق قرضه تأمین مالی می‌کنند نرخ‌های بهره در سراسر بازار افزایش پیدا می‌کند زیرا استقراض دولت تقاضای زیادی را برای اعتبار در بازارهای مالی ایجاد می‌کند. این علل یک تقاضای عمومی پایین برای کالا و خدمات مخالف با اهداف محرک‌های مالی است. اقتصاد دانان نئوکلاسیک عموماً تأکید بر تراکم دارند در حالیکه اقتصاد دانان کینزی بیان می‌کنند که سیاست مالی هنوز هم می‌تواند اثرگذار باشد به خصوص در دام نقدینگی جایی که استدلال می‌کنند تراکم حداقل است در حالیکه در مقابل اتریشی‌ها بیان می‌کنند که تقریباً هر حکومتی در بازار تغییر شکل می‌دهد. تعدادی از اقتصاددانان کلاسیک و نئوکلاسیک بیان می‌کنند که تراکم به‌طور کامل هر محرک مالی را نفی می‌کند این مطلب به وسیلهٔ دیدگاه خزانه داری شناخته شده‌است که اقتصاددانان کینزی آن را رد می‌کنند.
دیدگاه خزانه داری برمی گردد به مواضع نظری اقتصاد دانان کلاسیک در خزانه داری بریتانیا که با تماس کینز در سال ۱۹۳۰ با محرک‌های مخالفت کرد. دیدگاه عمومی مشابهی به وسیلهٔ تعدادی از اقتصاد دانان نئوکلاسیک تا زمان حال تکرار شده‌است. نظریه پردازان اتریشی بیان می‌کنند که محرک‌های مالی نظیر سرمایه‌گذاری در جاده‌ها پل‌ها و… نمی‌تواند رشد اقتصادی یا بهبود ایجاد کند. اشاره می‌کنند به این مطلب که نرخ‌های بیکاری کاهش نمی‌یابد به علت هزینه‌ها مخارج محرک‌های مالی؛ و اینکه فقط بار بدهی بیشتری بر اقتصاد قرار می‌دهد. اکثر مواقع بهبود آمریکایی و قانون سرمایه‌گذاری سال ۲۰۰۹ را به عنوان مثال بیان می‌کنند.
در دیدگاه کلاسیک‌ها سیاست مالی انبساطی صادرات خالص را کاهش می‌دهد که اثر کاهشی بر تولید ملی و درآمد دارد وقتی که استقراض دولت نرخ بهره را افزایش می‌دهد سرمایه از سرمایه‌گذاران خارجی جذب می‌شود. این به این علت است در شرایطی که همه چیزهای دیگر برابرند اوراق قرضه صادر شده از یک کشور در اجرای سیاست‌های انبساطی مالی حاضر نرخ بازده بالاتر ارائه می‌دهد. به عبارت دیگر شرکت‌ها مایلند که پروژه‌های مالی با دولت‌ها برای سرمایه رقابت کنند به‌طوری‌که آن‌ها نرخ‌های بالاتر برگشت را ارائه دهند. برای خرید اوراق قرضه از یک کشور خاص سرمایه‌گذاران خارجی باید پول رایج آن کشور را بدست آورند؛ بنابراین وقتی که جریان‌های سرمایه خارجی در کشور تحت توسعه مالی قرار گیرند تقاضا برای پول رایج کشور افزایش می‌یابد. این افزایش تقاضا سبب می‌شود که پول رایج کشور ترقی و پیشرفت کند هنگامی که پول ترقی کند؛ کالاها نشات می‌گیرند و جریان می‌یابند از کشوری که هزینه حال بیشتری دارد نسبت به مشابه خارجی اش در همان حال کالاهای خارجی هزینه کمتری نسبت به گذشته دارند (علت این امر ممکن است در پیشرفت تکنولوژی باشد) بنابراین کالاهای خارجی نسبت به مشابه داخلی شان ارزان ترند و در نتیجه صادرات کاهش و واردات افزایش می‌یابد.
سایر مشکلات ممکن در رابطه با مسئله محرک‌های مالی شامل تأخیر زمانی بین اجرای سیاست‌ها و مشاهده اثرات آن سیاست در اقتصاد است و اثرات تورمی به وسیلهٔ افزایش در تقاضا هدایت می‌شوند. در تئوری، محرک‌های مالی وقتی منابعی را که در صورت عدم استفاده بیکار می‌ماند استفاده می‌کند تورم ایجاد نمی‌شود برای مثال اگر یک محرک مالی کارگری را شاغل کند که در غیر اینصورت بیکار بود، اثر تورمی به وجود نمی‌آید به هر حال اگر محرک‌ها سبب اشتغال کارگر شوند تقاضا برای نیروی کار زیاد می‌شود در حالی که عرضه نیروی کار ثابت باقی‌مانده‌است و در نتیجه ایجاد تورم در دستمزد و بالاخره تورم قیمتی می‌کند.

## خفتبار مالی
مفهوم خفتبار مالی از اصول کلی اقتصاد است که محدودیت‌های سخت را در هزینه‌ها و مخارج حکومت و استقراض بخش عمومی نشان می‌دهد، خفتبار مالی کسری بودجه را در طول یک دوره زمانی تنظیم می‌کند این اصطلاح احتمالاً از تعریف خفتبار نشات گرفته شده‌است به این صورت که: هر چیزی که به شدت محدود کند یا منقبض کند یا مانع شود. ایالات مختلف کشور آمریکا اشکال مختلفی از خفتبار خود ساخته دارند.